# Alaior
Alaior, en catalan et officiellement (Alayor en castillan), est une commune d'Espagne de l'île de Minorque dans la communauté autonome des Îles Baléares.
C'est à Alaior que se trouve le siège de l'Université des Baléares.

## Géographie

Localisation de l'île de Minorque dans les Îles Baléares.
Localisation d'Alaior dans l'île de Minorque.

Alaior est située à 12 km de Maó. La commune compte plus de 9 700 habitants (2013).

## Histoire
La ville a été fondée en 1304. Après la destruction de Ciutadella de Menorca par les Turcs en 1558, les habitants d'Alaior fortifièrent l'église de Santa Eulàlia.
En 1708, un grand nombre d'habitants d'Alaior émigrèrent en Amérique du Nord. Ils fondèrent en Floride la ville de St. Augustine.

## Économie
Ses principales activités sont le tourisme et les industries de la chaussure, dont les avarques, et du fromage.

## Personnalités
- Octavi Alberola (1928-2025), personnalité de la guerre d'Espagne;
- Pere Gomila Bassa (1954-), poète minorquin d'expression catalane, est né à Alaior.
- Joseph Sintès (1829-1913), né à Alaior, peintre orientaliste espagnol.

### Sources
- (es) Varaciones de los municipios de España desde 1842, Ministerio de administraciones públicas, octobre 2008, 364 p. (lire en ligne) [PDF]